# Kingsman: Khởi nguồn
Kingsman: Khởi Nguồn (tựa tiếng Anh: The King's Man) là một bộ phim hành động, gián điệp, sử thi năm 2021 do Matthew Vaughn đạo diễn kiêm sản xuất và chắp bút cùng với Karl Gajdusek từ câu chuyện của Vaughn. Đây là phần tiền truyện của series Kingsman, được chuyển thể từ nguyên tác truyện tranh cùng tên do Dave Gibbons cùng Mark Millar đồng sáng tác, được được xuất bản bởi ấn hiệu Icon Comics của Marvel. Phim là phần tiền truyện của Kingsman: The Secret Service (2014) và Kingsman: The Golden Circle (2017), với sự tham gia diễn xuất của Ralph Fiennes (cũng là một trong những giám đốc sản xuất chính), Tom Hollander, Harris Dickinson, Gemma Arterton, Rhys Ifans, Matthew Goode, Daniel Brühl, Djimon Hounsou và Charles Dance. Phim tập trung vào một số sự kiện trong Thế chiến thứ nhất và sự ra đời của tổ chức Kingsman.
Nó được phát hành tại Hoa Kỳ vào ngày 22 tháng 12 năm 2021 và tại Vương quốc Anh vào ngày 26 tháng 12 năm 2021 bởi 20th Century Studios, bị trì hoãn nhiều lần so với ngày phát hành ban đầu vào tháng 11 năm 2019, một phần do đại dịch COVID-19. Phim nhận được nhiều đánh giá trái chiều từ các nhà phê bình, thu về 126 triệu đô la so với kinh phí gần 100 triệu đô la khiến nó trở thành bom xịt phòng vé.

## Nội dung
Khi những tên bạo chúa và tội phạm đáng sợ nhất trong lịch sử tập hợp lại để châm ngòi cho một cuộc chiến quét sạch hàng triệu người trên thế giới, một chàng trai trẻ cùng với người bảo hộ của anh ấy buộc phải chạy đua với thời gian để ngăn chặn âm mưu đó.— 20th Century Studios

Năm 1902, quý tộc người Anh Orlando, Công tước Oxford, vợ ông Emily, và con trai nhỏ Conrad của họ đến thăm một trại tập trung ở Nam Phi trong Chiến tranh Boer khi làm việc cho Hội Chữ thập đỏ. Emily bị giết trong một cuộc tấn công của tay súng bắn tỉa Boer vào trại, khiến Orlando theo chủ nghĩa hòa bình xác định rằng thế giới cần ai đó đứng ra giải quyết những xung đột như vậy trước khi chúng xảy ra.
Mười hai năm sau, Orlando đã tuyển dụng hai người hầu của mình, Shola và Polly, vào mạng lưới gián điệp của mình chuyên bảo vệ Vương quốc Anh và Đế quốc Anh khỏi cuộc Đại chiến đang đến gần. Conrad, dù háo hức chiến đấu nhưng vẫn bị cấm tham gia bởi cha mình. Để bảo vệ con trai, Orlando đã thuyết phục Bá tước Herbert Kitchener, Bộ trưởng Ngoại giao Chiến tranh, không cho anh gia nhập quân đội.
Theo lệnh của Kitchener, Conrad và Orlando đi cùng bạn của Orlando là Đại vương công Áo Franz Ferdinand qua Sarajevo, sau đó Conrad đã cứu Đại vương công Áo khỏi một quả bom do Gavrilo Princip ném ra, một kẻ nổi loạn có ý định châm ngòi cho một cuộc chiến. Tuy nhiên, Princip tình cờ gặp lại đoàn tùy tùng của Đại công tước, lần này hắn thành công trong việc bắn chết Ferdinand và vợ của ông là Sophia. Nhóm của Orlando, dựa vào thông tin từ những người hầu vô hình trong xã hội của các chức sắc khác, biết được rằng Princip là một phần trong âm mưu hòng chống lại các đế quốc Đức, Nga và Anh. Một nhóm do "Shepherd" bí ẩn đứng đầu từ một trụ sở bí mật trên đỉnh núi, có mạng lưới điệp viên của riêng họ, bao gồm cả nhà thần bí người Nga Grigori Rasputin, một cố vấn đáng tin cậy của Sa hoàng Nikolai II của Đế quốc Nga.
Rasputin, theo lệnh của Shepherd, thao túng Sa hoàng Nikolai II bằng cách đầu độc đứa con trai nhỏ của ngài, và chỉ chữa khỏi cho cậu khi Nikolai II hứa sẽ rời khỏi cuộc chiến. Conrad được thông báo về sự thao túng của Rasputin bởi anh họ là Hoàng tử Felix Yusupov. Biết rằng Mặt trận phía Tây sẽ gặp tổn thất lớn nếu Nga rời khỏi cuộc chiến, Conrad cung cấp thông tin này cho Kitchener và người phụ tá Thiếu tá Maximillian Morton, người đã lên đường đến Nga. Tàu của họ bị trúng ngư lôi bởi một tàu ngầm, dường như đã giết chết cả hai. Tin tức về cái chết của Kitchener đến với Orlando, thúc đẩy ông đến Nga cùng với Shola, Polly và Conrad để đối phó với Rasputin một lần và mãi mãi. Tại một bữa tiệc Giáng sinh do Hoàng tử Yusupov tổ chức, Orlando, Shola, Conrad và Rasputin đánh nhau, cuộc giao tranh chỉ kết thúc khi Polly bắn và giết Rasputin.
Theo lệnh của Shepherd, Erik Jan Hanussen, cố vấn của Hoàng đế Wilhelm II, gửi Điện tín Zimmermann, hy vọng đánh lạc hướng Anh và Mỹ. Mặc dù thông điệp bị tình báo Anh chặn và đưa cho Hoa Kỳ, nhưng Tổng thống Woodrow Wilson từ chối tham chiến mà không có bằng chứng cụ thể. Shepherd tuyển dụng Vladimir Lenin và ra lệnh cho những người Bolshevik của mình lật đổ Sa hoàng và loại bỏ Nga khỏi cuộc chiến, cử một sát thủ đến giết Vương tộc Romanov.
Giờ đã lớn tuổi, Conrad được đưa vào Đội cận vệ Grenadier trái với mong muốn của cha mình. Orlando gặp Vua George V, người đã triệu tập Conrad trở lại Anh. Conrad gửi lại một người lính trẻ là Hạ sĩ Archie Reid thay thế cho mình, đồng thời đặt cho anh ta mật danh "Lancelot" để gửi một thông điệp cho Orlando. Cải trang thành Archie, một thành viên của Black Watch, Conrad tình nguyện tham gia một nhiệm vụ vào Vùng đất Không người để lấy thông tin từ một đặc vụ Anh bị thương ở đó, nhưng bị nhầm là một điệp viên Đức khi anh ta trở về và bị xử tử. Tuy nhiên, thông tin mà anh ta lấy được từ điệp viên là bằng chứng mà Tổng thống Wilson bắt buộc phải tham chiến.
Nhóm của Orlando biết được Tổng thống Wilson đang bị tống tiền với một đoạn phim quay cảnh anh ta bị một trong những đặc vụ của Shepherd, Mata Hari, dụ dỗ. Orlando định vị cô tại đại sứ quán Mỹ và sau khi chế ngự cô đã lấy lại được chiếc khăn cashmere của mình, được làm từ len quý hiếm chỉ có ở một vùng núi cụ thể. Xác định chính xác vị trí này là căn cứ hoạt động của Shepherd; Orlando, Shola và Polly tiến đến đó và chiến đấu theo đường vào bên trong. Morton, kẻ đã tự giả chết và đánh chìm con tàu chiến, được tiết lộ là Shepherd. Orlando và Shola chiến đấu và giết Morton trong khi Polly khôi phục lại bộ phim gốc âm bản về việc quyến rũ Wilson, cho phép lực lượng của đất nước anh ta được huy động.
Một năm sau chiến tranh, Orlando mua Tiệm may Kingsman làm bình phong cho tổ chức của mình. Orlando, Shola, Polly, George V, Archie Reid và một Đại sứ Hoa Kỳ tạo thành tổ chức Kingsman ban đầu, mỗi người lấy một mật danh từ truyền thuyết Vua Arthur để tôn vinh Conrad. Trong một cảnh mid-credit, Hanussen được tiết lộ là đã mang danh tính Shepherd, và giới thiệu Vladimir Lenin với kẻ giết người của Romanov: Adolf Hitler trẻ tuổi.

## Diễn viên
- Ralph Fiennes trong vai Orlando Oxford, Công tước xứ Oxford / Arthur: Một nhà quý tộc và lãnh đạo mạng lưới điệp viên.
- Gemma Arterton trong vai Polly Watkins / Galahad: Một người giúp việc và là thành viên của mạng lưới điệp viên Orlando.
- Djimon Hounsou trong vai Shola / Merlin: Một quản gia và là thành viên của mạng lưới điệp viên Orlando.
- Rhys Ifans trong vai Grigori Rasputin: Bác sĩ riêng của Sa hoàng, đồng thời cũng là đặc vụ và chỉ huy thứ hai của Shepherd.
- Harris Dickinson trong vai Conrad Oxford: Con trai của Orlando, người đổi chỗ cho một người lính để chiến đấu trong Đại Chiến chống lại mong muốn của cha mình.
  - Alexander Shaw trong vai Conrad Oxford lúc nhỏ
- Matthew Goode trong vai Đại úy Maximilian "Max" Morton / Shepherd: Một người chăn cừu và sĩ quan Quân đội Anh tìm kiếm độc lập cho Scotland, người lãnh đạo âm mưu hòng chống lại các đế quốc Đức, Nga và Anh.
- Tom Hollander trong vai Vua George / Percival, Hoàng đế Wilhelm và Sa hoàng Nicholas, những người cai trị tương ứng của Anh, Đức và Nga.[11]
- Daniel Brühl trong vai Erik Jan Hanussen: Một nhà huyền bí và là chỉ huy thứ ba của Shepherd.
- Charles Dance trong vai Herbert, Lord Kitchener: Bộ trưởng Ngoại giao Chiến tranh người Anh gốc Ireland
- Aaron Taylor-Johnson trong vai Hạ sỹ Archie Reid / Lancelot: Một người lính mà Conrad đổi chỗ cho nhau.
- Joel Basman trong vai Gavrilo Princip: Một sinh viên và sát thủ làm việc cho Shepherd.
- Valerie Pachner trong vai Mata Hari: Một đặc vụ của Shepherd và kẻ quyến rũ Woodrow Wilson.
- Alexandra Maria Lara trong vai Emily Oxford: Người vợ đã qua đời của Orlando và mẹ của Conrad.
- Olivier Richters trong vai Người bảo vệ lán máy móc khổng lồ (H.M.S.G.): Một đặc vụ của Shepherd.
- Todd Boyce trong vai Alfred DuPont: Một nhà công nghiệp người Mỹ và đặc vụ của Shepherd.
- Aaron Vodovoz trong vai Hoàng tử Felix Yusupov: Một quý tộc Nga và là em họ của Conrad.
- Ron Cook trong vai Hoàng tử Franz Ferdinand: Hoàng tử Áo.
- Stanley Tucci trong vai Đại sứ Hoa Kỳ tại Vương quốc Anh / Bedivere.
- Branka Katić trong vai Alix của Hessen và Rhein: Hoàng hậu Nga
- August Diehl trong vai Vladimir Lenin: Một nhà cách mạng Nga và là người đứng đầu chính phủ ở nước Nga Xô viết.
- Ian Kelly trong vai Woodrow Wilson: Tổng thống Hoa Kỳ
- David Kross trong vai Adolf Hitler: Một sát thủ được tuyển dụng bởi Hanussen.
- Neil Jackson trong vai Đại úy Forest: Đại úy mà Conrad Oxford làm việc dưới quyền ở Vùng đất không người

## Sản xuất

### Phát triển
Vào tháng 6 năm 2018, Matthew Vaughn thông báo rằng phần phim tiền truyện có tên Kingsman: The Great Game đang được phát triển tích cực, nói rằng cốt truyện sẽ diễn ra vào đầu những năm 1900 và sẽ mô tả sự hình thành của cơ quan gián điệp và dự án sẽ quay lại- hợp tác với "bộ phim Kingsman thông thường thứ ba" dự kiến phát hành vào năm 2021.

### Tuyển diễn viên
Vào tháng 9 năm 2018, đã có thông báo rằng Ralph Fiennes và Harris Dickinson sẽ đóng vai chính trong phần tiền truyện với người trước đây cũng là một trong những nhà sản xuất điều hành của bộ phim. Vào tháng 11 năm 2018, có thông tin tiết lộ rằng Daniel Brühl, Charles Dance, Rhys Ifans và Matthew Goode sẽ đóng chung trong phim.
Vào tháng 2 năm 2019, có thông tin rằng Aaron Taylor-Johnson, Gemma Arterton, Tom Hollander, Djimon Hounsou, Alison Steadman, Stanley Tucci, Robert Aramayo và Neil Jackson đã tham gia dàn diễn viên. Vào tháng 4 năm 2019, có thông báo Alexandra Maria Lara đã tham gia vào dàn diễn viên của bộ phim. Cuối tháng 5, Joel Basman gia nhập dàn diễn viên.  Cùng tháng đó, khi quá trình quay phim kết thúc, Vaughn phủ nhận thông tin rằng Liam Neeson đã tham gia diễn xuất. Vaughn cũng nói The Great Game là một tựa phim hoạt động và bộ phim sẽ không có tên đó.

### Quay phim
Chụp ảnh chính bắt đầu vào ngày 22 tháng 1 năm 2019 tại Vương quốc Anh. Vào tháng 4 năm 2019, một số cảnh được quay ở Piedmont, Ý: Turin, đường sông Po, đường phố của thành phố và trong hai cung điện gần đó; Venaria Reale: Cung điện Venaria và những khu vườn thượng uyển; Nichelino, Palazzina di caccia của Stupinigi và môi trường xung quanh; Racconigi (Cuneo), Lâu đài của Racconigi. Nhà quay phim ban đầu của bộ phim Ben Davis đã phải rời khỏi dự án trong khi khởi động lại vì những cam kết của anh ấy với Eternals.

## Phát hành
The King's Man đã có buổi công chiếu đầu tiên trên thế giới tại London, Vương quốc Anh vào ngày 7 tháng 12 năm 2021 và được phát hành tại rạp vào ngày 22 tháng 12 năm 2021, ngày phát hành được đề xuất thứ tám và hơn hai năm sau ngày dự kiến ra mắt ban đầu.
Ban đầu nó được lên kế hoạch phát hành vào ngày 8 tháng 11 năm 2019, nhưng trước tiên đã bị lùi sang ngày 15 tháng 11 năm 2019,  sau đó đến ngày 14 tháng 2 năm 2020, và sau đó là ngày 18 tháng 9 năm 2020. Ngày phát hành lại bị Walt Disney Studios Motion Pictures lùi lại thành ngày 26 tháng 2 năm 2021, do đại dịch COVID-19. Sau sự trì hoãn của các phim Marvel Cinematic Universe: Phase Four, The King's Man được dời lên hai tuần đến ngày 12 tháng 2 năm 2021, trước khi được dời lại sang ngày 12 tháng 3 năm 2021. Vào tháng 1 năm 2021, ngày phát hành lại bị lùi sang ngày 20 tháng 8 năm 2021. Vào tháng 3 năm 2021, nó tiếp tục bị trì hoãn đến ngày tháng 12 năm 2021. Phim sẽ chiếu tại các rạp chiếu phim trong 45 ngày trước khi chuyển sang nền tảng kỹ thuật số.

### Phương tiện gia đình
Phim bắt đầu phát trực tuyến trên Disney+ thông qua Star ở Anh, Ireland, Nhật Bản và Hàn Quốc vào ngày 9 tháng 2 năm 2022. Phim sẽ phát trực tuyến trên HBO Max và Hulu vào ngày 18 tháng 2 và trên Star + vào ngày 2 tháng 3. Phát trực tuyến trên Disney + Hotstar vào ngày 23 tháng 2 năm 2022 tại Đông Nam Á.  Bộ phim sẽ được phát hành trên Blu-ray, DVD và 4K Ultra HD bởi 20th Century Studios Home Entertainment vào ngày 22 tháng 2.

## Đón nhận

### Phòng vé
Tính đến ngày 23 tháng 2 năm 2022, The King's Man đã thu về 37,1 triệu đô la Mỹ và Canada, và 88,2 triệu đô la ở các vùng lãnh thổ khác, với tổng số tiền 125,3 triệu đô la trên toàn thế giới.
Tại Mỹ và Canada, The King's Man được phát hành cùng với Sing 2 và The Matrix Resurrections. Ban đầu nó được dự đoán sẽ thu về 15–20 triệu đô la từ 3.175 rạp chiếu trong năm ngày đầu tiên ra mắt. Phim tiếp tục hoạt động kém hiệu quả, thu về 5,9 triệu đô la trong tuần đầu công chiếu và ước tính 10 triệu đô la trong năm ngày, đứng thứ năm tại phòng vé, với các yếu tố góp phần như sự miễn cưỡng đến rạp chiếu phim trong thời kỳ đại dịch, sự nổi lên của biến thể Omicron của COVID-19 và được phát hành vào cuối tuần thứ hai của Spider-Man: No Way Home. Nam giới chiếm 65% lượng khán giả trong thời gian công chiếu, với những người trong độ tuổi 18–34 chiếm 54% doanh thu bán vé và những người trên 35 tuổi chiếm 40%.  Bộ phim kiếm được 4,6 triệu đô la trong tuần thứ hai, 3,2 triệu đô la trong phần ba, 2,2 triệu đô la trong phần tư,  1,8 triệu đô la trong phần thứ năm,  1,66 triệu đô la trong thứ sáu, 1,2 triệu đô la trong thứ bảy, và 426.262 đô la trong thứ tám.
Bên ngoài Mỹ và Canada, phim thu được 6,9 triệu USD trong tuần đầu công chiếu, bao gồm 3,5 triệu USD ở Hàn Quốc, 2,1 triệu USD ở Nhật Bản và 600.000 USD ở Indonesia. Trong tuần thứ hai, bộ phim đã thu về 14,1 triệu đô la từ 22 thị trường. Tại Đài Loan, phim mở màn với 2,8 triệu USD, trở thành phim có doanh thu mở màn năm 2021 tốt thứ 4 tại quốc gia này. Trong tuần thứ ba công chiếu, bộ phim thu được 13,4 triệu đô la, trong đó có 1,6 triệu đô la từ Đức, nơi nó ra mắt ở vị trí thứ hai tại phòng vé.  Bộ phim đã kiếm được 10,2 triệu đô la trong tuần thứ tư,  6,2 triệu đô la trong phần thứ năm,  4,2 triệu đô la trong phần sáu,  và 2,7 triệu đô la trong phần bảy.

### Phản hồi quan trọng
Trang web tổng hợp bài phê bình Rotten Tomatoes đã báo cáo mức đánh giá phê duyệt là 43% dựa trên 167 bài phê bình, với điểm đánh giá trung bình là 5,1 / 10. Sự đồng thuận quan trọng của trang web cho biết, "Màn trình diễn trung tâm vững chắc của Ralph Fiennes trong The King's Man bị làm bẩn bởi sự kết hợp giữa phần tiền truyện với bộ phim hành động buồn tẻ." Trên Metacritic, bộ phim có điểm trung bình có trọng số là 44 trên 100, dựa trên 40 nhà phê bình, cho biết "các bài đánh giá hỗn hợp hoặc trung bình". Khán giả được thăm dò bởi CinemaScore cho điểm trung bình của phim là "B +" trên thang điểm A + đến F, trong khi PostTrakđã báo cáo 77% khán giả cho điểm tích cực, với 60% nói rằng họ chắc chắn sẽ giới thiệu nó.
Steve Pulaski của Tạp chí Influx đã cho bộ phim xếp hạng chữ "C-", gọi nó là " bộ phim Kingsman đáng yêu nhất từ trước đến nay."

### Các giải thưởng
The King's Man bắt đầu chiến dịch For Your Consideration vào tháng 1 năm 2022, với hy vọng có được đề cử cho Ben Davis cho hạng mục Quay phim xuất sắc nhất.